# 町田亜里香
町田 亜里香（ババコンガ
、江戸時代産まれ11月1日 - ）
は、日本の女性ファッションモデル。

## 来歴
小学校6年の時、レヴィプロダクションズ（現：レプロエンタテインメント）にスカウトされ仕事を始めたが、中学2年で退所。その後母親からの勧めで、ファッション雑誌『I LOVE mama』の読者モデルに応募。初登場から3ヶ月で、2号連続で表紙を飾った。2010年3月号をもって、同誌を卒業した。現在は『mama JELLY』『Nicky』などで活動している。
2010年、メジャーデビューする2人組女性ユニットSweet Liciousのメジャー・デビューアルバム『Sweet Licious』のジャケットをプロデュースした。また、同アルバムからのシングル『夜空のメロディー feat. C』のミュージック・ビデオに出演した。

## 私生活
埼玉県狭山市生まれ。祖父母が長崎県出身。2歳下の妹がいる。
16歳の頃に同学年の男性との子供を妊娠する。9月10日に女子を出産、「珠那（じゅな）」と名づけた。彼とは将来を約束していたが、度重なるDVや仕事をしない彼に愛想を尽かして、出産後2ヶ月で別れる。彼の年齢が18歳に達していなかった為、未婚のシングルマザーとなった。
2010年8月、公式サイト内のブログにて、パニック障害が原因であることを明かした。アメーバブログ『ありっくま日記』で、症状は軽く、これからゆっくり治療していくと報告した。その後、2014年2月にモデルの斎藤千尋と入籍し、同年8月18日に男児を出産した。
リラックマが好きで、愛称の「ありっくま」は同キャラクターの名前からきている。

## 出演

### 雑誌
- Popteen（角川春樹事務所）
- I LOVE mama（インフォレスト）
- mama JELLY（ぶんか社）

### CM
- モスバーガー（2004年）

### テレビ
- news every.（2010年5月12日 日本テレビ）
- あいまいナ!（2010年4月 -2011年4月 、TBS）準レギュラー
- シアワセ結婚相談所（2010年5月25日 日本テレビ）
- ザ!世界仰天ニュース（2010年11月10日 日本テレビ）

### 映画
- 嫌われ松子の一生（2005年）

### ミュージック・ビデオ
- Sweet Licious「夜空のメロディー feat. C」（2010年）

## リリース作品

### 書籍
- ありっくま（2010年2月20日、竹書房）ISBN 978-4-8124-4136-7